# ベトナム臨時中央政府

ベトナム臨時中央政府
Chính phủ Trung ương lâm thời Việt‑Nam（ベトナム語）
Gouvernement central provisoire du Viêt‑Nam（フランス語）

国歌: Thanh niên Hành Khúc（ベトナム語）
青年行進曲

La Marseillaise（フランス語）
ラ・マルセイエーズ

1948年のベトナム臨時中央政府

ベトナム臨時中央政府（ベトナムちゅうおうりんじせいふ、ベトナム語: Chính phủ Trung ương lâm thời Việt‑Nam、フランス語: Gouvernement central provisoire du Viêt‑Nam）は、1948年にベトナムにて成立が宣言された政府である。
第一次インドシナ戦争中に、トンキン保護国及び安南保護国に代わる政府として設立され、フランス領コーチシナが統一された親フランス政権、ベトナム国が成立するまで存在した。